# Morval
Morval è un comune francese di 94 abitanti situato nel dipartimento del Passo di Calais nella regione dell'Alta Francia.
In questo villaggio, durante la prima guerra mondiale ebbe luogo l'omonima battaglia.

## Società

### Evoluzione demografica
Abitanti censiti